# Tetrachondra patagonica
Tetrachondra patagonica är en tvåhjärtbladig växtart som beskrevs av Carl Skottsberg. Tetrachondra patagonica ingår i släktet Tetrachondra och familjen Tetrachondraceae. Inga underarter finns listade i Catalogue of Life.